# Isbjørnklubben

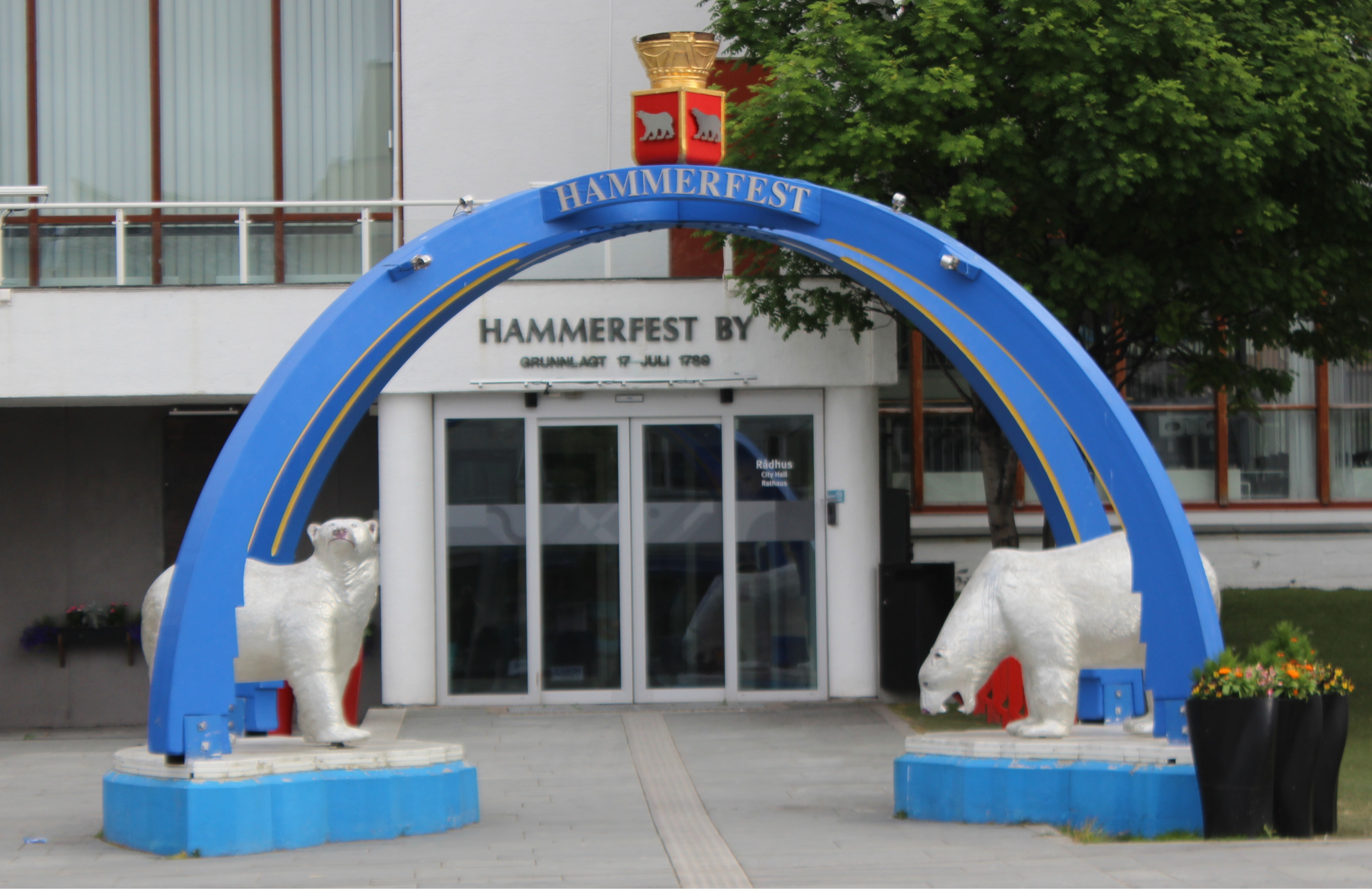
Portal des Eisbärclubs in Hammerfest

Der Isbjørnklubben (deutsch Der Eisbärclub, englisch auch The Royal and Ancient Polar Bear Society genannt) ist ein Klub in der Stadt Hammerfest, Norwegen, die sich selbst als nördlichste Stadt der Welt bezeichnet. Die Gesellschaft wurde 1963 von zwei Geschäftsleuten gegründet, um die Geschichte Hammerfests als Jagd- und Handelszentrum bekannt zu machen. Zweck des Klubs ist die Finanzierung eines kleinen Stadtmuseums im Rathaus.
Für eine einmalige Spende wird man Mitglied auf Lebenszeit und erhält – neben einem Zertifikat, einem Aufkleber, einem Ansteckpin, der Vereinssatzung in mehreren Sprachen und einem Mitgliedsausweis – ebenfalls auf Lebenszeit freien Eintritt in das Museum. Die Mitgliedschaft zielt damit hauptsächlich auf Touristen ab (auch die Mitgliedschaft zahlreicher Prominenter ist in den Klubräumen dokumentiert, wie Stephanie von Monaco oder natürlich die letzten norwegischen Könige Olav und Harald). Jedes Jahr am dritten Sonntag im Januar findet die Jahreshauptversammlung des „Eisbärenklubs“ statt, zu der die fast 250.000 Mitglieder automatisch geladen sind, von denen aber nicht nur auf Grund der Jahreszeit verständlicherweise nur die wenigsten den Weg nach Hammerfest finden. Eine wesentliche Voraussetzung für die Aufnahme im Klub ist die persönliche Anwesenheit in den Klubräumen, eine Bedingung, an der Elvis Presley gescheitert ist, da ihm die Mitgliedschaft doch nicht wichtig genug war, hier zu erscheinen.
Das Museum besteht aus zwei Bereichen, in dem mehrere Gegenstände aus der Geschichte Hammerfests ausgestellt sind. Dazu zählen ausgestopfte Tiere wie Eisbären, Robben, Luchse und Wölfe, Jagd- und Reiseausrüstung aus der Frühgeschichte der Region sowie zahlreiche Fotografien, Gemälde und Schriftstücke, die die Geschichte der Stadt dokumentieren.